# Emil J. Walter
Emil Jakob Walter (* 13. Dezember 1897 in Winterthur; † 10. März 1984 in Zürich; reformiert, von Winterthur und ab 1942 von Zürich) war ein Schweizer Wissenschaftssoziologe.

## Leben
Walter war Sohn des Grütlianers Emil Walter und der Frauenrechtlerin und Gewerkschafterin Marie Hüni. Von 1916 bis 1921 studierte er Chemie an der Universität Zürich. 1923 heiratete er Alexandra Kraus. 1924 promovierte er zum Dr. phil. Zunächst arbeitete er als Chemiker bei der Aluminium-Industrie-Aktiengesellschaft in Chippis. 1929 heiratete er Rosa Marie Pohl. Von 1930 bis 1958 arbeitete er als Hauptlehrer für Chemie und Physik an der Gewerbeschule Zürich.
Von 1934 bis 1962 war Walter sozialdemokratischer Gemeinderat der Stadt Zürich. 1941 heiratete er Annemarie Locher.
1949 wurde Walter Privatdozent für Wissenschaftsgeschichte an der Universität Zürich. 1951 wurde er Lehrbeauftragter an der Handelshochschule St. Gallen, und von 1957 bis 1968 war er ausserordentlicher Professor für Soziologie an derselben Institution. „Ausgehend von einem strengen Positivismus versuchte Walter u. a. die Methoden der Naturwissenschaft auf soziologische und psychologische Fragestellungen anzuwenden.“

## Werk
Neben seinen international rezipierten Monografien schrieb Walter jahrzehntelang für Zeitschriften. Viele Artikel veröffentlichte er in der Vierteljahrsschrift der Naturforschenden Gesellschaft in Zürich, in der wissenschaftsphilosophischen Zeitschrift Synthese und in der Zeitschrift Rote Revue bzw. Profil. Walter befasste sich u. a. mit naturwissenschaftlichen Themen politischer Relevanz (z. B. mit der globalen Erwärmung).

### Schriften (Auswahl)
- Marxismus oder Bolschewismus? Olten: W. Trösch, 1919.
- Freigeldwirtschaft oder Sozialismus? Zur Kritik der Freiland-Freigeldbewegung. Zürich: Genossenschaft Unionsbuchhandlung 1920.
- Der Kapitalismus. Einführung in die marxistische Wirtschaftstheorie. Zürich: Oprecht & Helbing, 1930.
- Das System der Wissenschaften. 1934.
- Aufriss der Logistik. Vierteljahrsschrift der Naturforschenden Gesellschaft in Zürich. Band 81 (1936), S. 91–106.

Rezension von Everett J. Nelson: Walter Emil J. Aufriss der Logistik. Vierteljahrsschrift der Naturforschenden Gesellschaft in Zürich, vol. 81 (1936), pp. 91–106. In: The Journal of Symbolic Logic. 2, 1937, S. 59, doi:10.1017/S0022481200039992.
- Logistik, logische Syntax und Mathematik. In: Vierteljahrsschrift der Naturforschenden Gesellschaft in Zürich. Band 82 (1937), S. 1–20.

Rezension von Everett J. Nelson: Walter Emil J. Logistik, logische Syntax und Mathematik. Vierteljahrsschrift der Naturforschenden Gesellschaft in Zürich, vol. 82 (1937), pp. 1–20. In: The Journal of Symbolic Logic. 3, 1938, S. 54, doi:10.2307/2267536.
- Europäischer Sozialismus: Rückblick und Ausblick. Zürich/New York: Verlag Der Aufbruch, 1942.
- Erforschte Welt: Die wichtigsten Ergebnisse der naturwissenschaftlichen Forschung. Sammlung Dalp, Band 5. Bern: Francke, 1946 (1. Auflage) und 1953 (2. verm. und verb. Auflage).
- Mit Ernst Boller und Donald Brinkmann: Einführung in die Farbenlehre. Sammlung Dalp, Band 10. Bern: Francke, 1947.
- Psychologische Grundlagen der geschichtlichen und sozialen Entwicklung. Internationale Bibliothek für Psychologie und Soziologie, Band 2. Zürich: Pan-Verlag, 1947.

Rezension
- Anwendung der Logistik und analytischen Sozialpsychologie in der Grundlagenforschung der Sozialwissenschaften: Eine wissenschaftlich-methodische Untersuchung einiger Grundbegriffe der Soziologie und Sozialpsychologie. In: Synthese, Band 7 (1948–1949), S. 115–126.
- Individuum, Gesellschaft und Staat: Eine wissenschaftlogisch-soziologische Untersuchung. In: Synthese, Band 7 (1948–1949), S. 536–549.
- Ideal- und Realtypender Planwirtschaft: Ein formal-klassifikatorischer Beitrag zur Terminologie der modernen Wirtschaftssysteme. In: Synthese, Band 8 (1950–1951), S. 54–64.

Rezension zu allen drei Synthese-Artikeln von Roderick M. Chisholm: Walter Emil J. Anwendung der Logistik und analytischen Sozialpsychologie in der Grundlagenforschung der Sozialwissenschaften (Eine wissenschaftlich-methodische Untersuchung einiger Grundbegriffe der Soziologie und Sozialpsychologie). Synthese, vol. 7 (1948–1949), pp. 115–126. Walter Emil J. Individuum, Gesellschaft und Staat (Eine wissenschaftlogisch-soziologische Untersuchung). Synthese, vol. 7 (1948–1949), pp. 536–549.Walter Emil J. Ideal- und Realtypender Planwirtschaft (Ein formal-klassifikatorischer Beitrag zur Terminologie der modernen Wirtschaftssysteme). Synthese, vol. 8 (1950–1951), pp. 54–64. In: The Journal of Symbolic Logic. 17, 1952, S. 61, doi:10.2307/2267460.
- Soziale Grundlagen der Entwicklung der Naturwissenschaften in der alten Schweiz. Bern: Francke, 1958.
- Grenzen der Technik und der Zivilisation. Zürich: Morgarten Verlag, 1960.
- Technik und Soziologie. Zürich: Genossenschaftsbuchhandlung, 1962.
- Mitwirkung mit Pierre Rolle bei der Neubearbeitung und Erweiterung von: Friedrich Pollock: Automation: Materialien zur Beurteilung der ökonomischen und sozialen Folgen. Frankfurt/Wien/Zürich: Büchergilde Gutenberg, 1964.
- Soziologie der Alten Eidgenossenschaft: Eine Analyse ihrer Sozial- und Berufsstruktur von der Reformation bis zur Französischen Revolution. Bern: Francke, 1966.